# Azade Köker
Azade Köker (* 1949 in Istanbul) ist eine in Berlin lebende türkische Bildhauerin, Malerin und Hochschullehrerin. 

## Leben
Köker studierte an der Kunstakademie in Istanbul (1968–1972). Sie lebt seit 1973 in Deutschland, wo sie ihre Ausbildung 1973–1979 an der HdK in Berlin bei Lothar Fischer fortsetzte und abschloss. Seit 1978 unterhält sie ein eigenes Atelier in Berlin. Auf eine Gastprofessur an der Hochschule für Künste Bremen (1994–1995) folgten Professuren an der Burg Giebichenstein – Hochschule für Kunst und Design Halle (1995–2003) und am Institut für Architekturbezogene Kunst der TU Braunschweig (2003–2014).
Ihre Werke wurden in mehreren Einzel- und Gruppenausstellungen gezeigt und sie erhielt eine Reihe von Auszeichnungen. Ihre Frau mit Schleier gilt nach Eva Weber als eine der prägnantesten Darstellungen von Normenverunsicherung in der Emigration. Kökers Arbeiten befinden sich in Sammlungen von Museen, noch mehr Installationen und Skulpturen von ihr sind jedoch im öffentlichen Raum vorzufinden (vornehmlich Deutschland), z. B. Die Begegnung in der Menschenlandschaft Berlin.

## Werke in Museen – Ausstellungen
Werke in Museen und Sammlungen
- Istanbul Museum of Modern Art
- Proje4L/Elgiz Museum of Contemporary Art, Istanbul[2]
- Akbank, Istanbul
- Huma Kabakci Collection
- Neue Ulm  Kunstsammlung
- John Michael Kohler Arts Center, Wisconsin, USA
- British Museum, London

Einzelausstellungen
- Entkettet (Proje4L/Elgiz Museum of Contemporary Art, Istanbul, 2015)
- Moving Spaces (Zilberman Gallery, Berlin, 2013)
- Human Nature (Milli Reasürans Kunstgalerie, Istanbul, 2007)
- Transparenz der Abwesenheit (Otto-Galerie, München, 2004)
- Transparenz des Gartens (Kunstverein Bielefeld, 2001)

Gruppenausstellungen
- Ultrahabitat (Zilberman Gallery, Berlin, 2016)
- Meeting Point (Kunstverein Konstanz, 2015)[3]
- Dream and Reality (The Istanbul Museum of Modern Art, Istanbul, 2011)
- Sammlung Huma Kabakçı: 60 Jahre türkische Kunst – zwischen Tradition und Provokation (Mönchehaus Museum, Goslar, 2010)[4]

## Auszeichnungen
- 1985: Kunstpreis der Stadt Darmstadt
- 1985: Arbeitsstipendium des Senators für Kulturelle Angelegenheiten von Berlin
- 1986: Deutscher Kritikerpreis 1986 für Bildende Kunst, Verband der Deutschen Kritiker e. V.
- 1988: Kunstpreis der Künstler, Düsseldorf
- 1991: Künstler des Jahres, Ankara, Türkei

## Veröffentlichungen
- Olav Münzberg: Avocados auf deutschen Kartoffelfeldern?, in: Ästhetik und Kommunikation 44, Berlin, Juni 1981, S. 102–108
- Eva Weber: In zwei Welten, Verlag Neue Kritik, Frankfurt a. M. 1988, S. 91–93
- Azade Köker: In Deutschland zu Gast, im Atelier zu Hause, in: Art, Nr. 5, Mai 1988, S. 96–97
- Kerstin Mey: Bodies of Substance, in: Paradoxa, Bd. 4, London 1999, S. 11–19
- Hermann Pfütze: Azade Köker, Special Reports, in: Kunstforum, Bd. 151, Juli – September 2000
- Kerstin Mey (Hrsg.): Azade Koker, in: Sculpsit: Contemporary Artists on Sculpture and Beyond (= transcript), Manchester University Press, Manchester 2002
- Interview with Elcin Sener, in: The New Anatolian, Ankara 2005

## Weblink
- http://www.azadekoeker.com